# چتردار شیرین
چتردار شیرین (نام علمی: Myrrhis odorata) نام یک گونه از تیره چتریان است.